# Траншея (гірництво)
Траншея (гірництво)

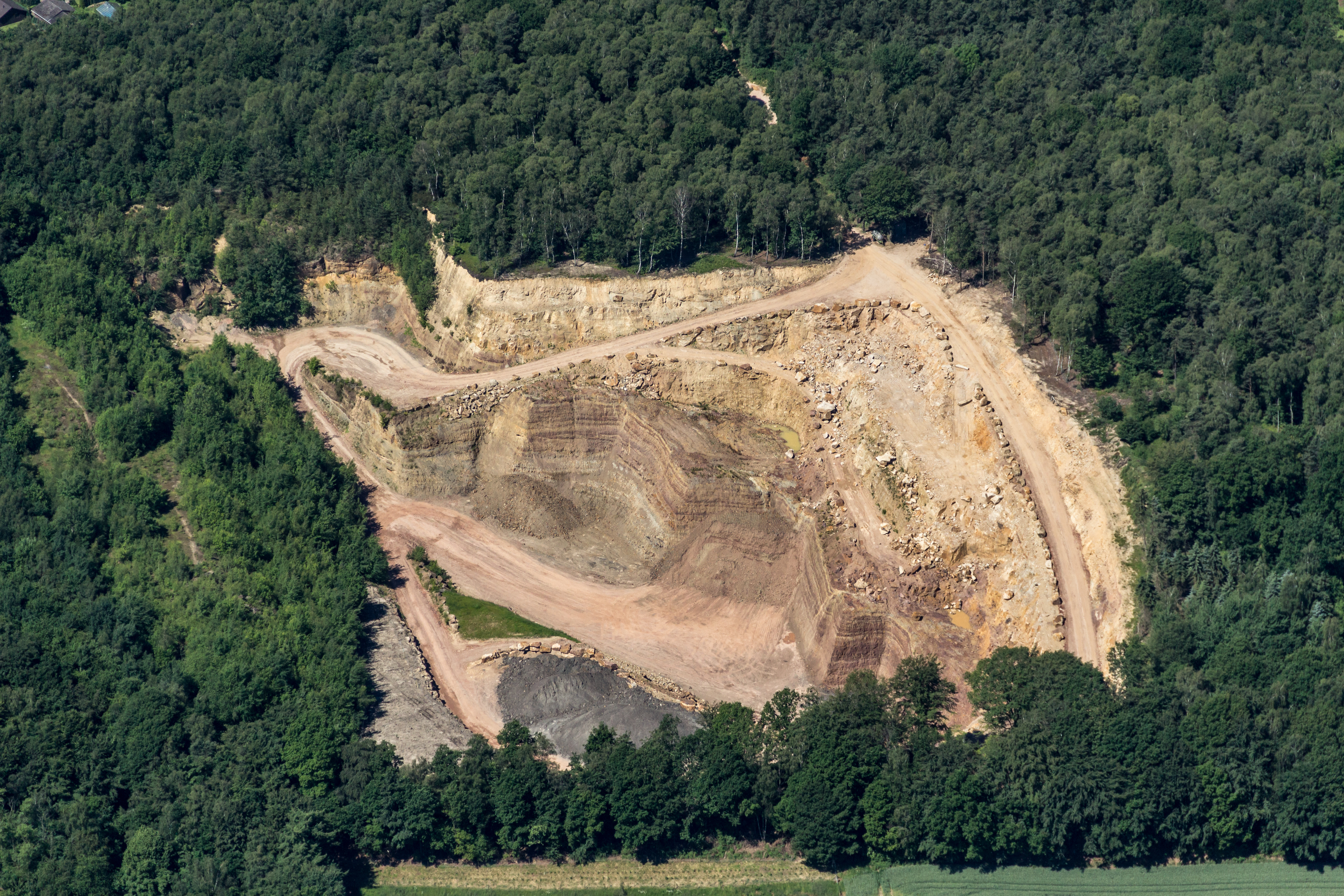
Траншея в плані кар'єру (ліворуч).

- 1. Відкрита гірнича виробка трапецієподібної (у поперечному перерізі) форми, довжина якої значно перевищує ширину і глибину. Основне призначення траншеї – розкриття робочих горизонтів кар'єру. Траншеї забезпечують підготовку горизонту до виймання корисних копалин, або розкривних порід (розрізна Т.), доступ до вибою транспортних засобів з  поверхні землі (в'їзна Т.). Крім того, траншеї проходять для дренажу й водовідливу, для геологічних робіт (розвідувальна Т.), а також зовнішні та внутрішні Т., капітальні Т. тощо. Способи проходки Т.: відразу на всю глибину або. Причому, розрізну і в'їзну Т. можуть проходити як послідовно, так і одночасно. За наявністю (відсутністю) транспортних засобів розрізняють безтранспортні, транспортні та комбіновані способи проходки Т. Конструкція вибою Т. може бути торцева (лобова) або бічна. Застосовуване виймальне устаткування: одноківшеві екскаватори, тракторні скрепери, механічні лопати, роторні екскаватори, гідромонітори, багатоковшеві екскаватори, драґлайни, а також спосіб "вибуху на викид". Застосовувані способи транспортування гірничої маси: залізничний, автомобільний, конвеєрний, гідротранспорт. Див. траншея в'їзна, траншея розрізна.
- 2. Вузька довга виїмка, в якій прокладають труби, кабелі зв’язку.

Напівтраншея – відкрита горизонтальна чи похила гірнича виробка, що проведена по косогорі чи борту кар'єру; поперечний переріз напівтраншеї має форму трикутника чи сходинки. 

## Різновиди

ТРАНШЕЯ В'ЇЗНА– відкрита гірнича виробка  в кар'єрі, призначена для вивезення к.к. та розкривних порід. Основні характеристики Т.в.: ширина по нижній основі, похил, глибина, кути укосу бортів. Т.в. може мати горизонтальні і похилі ділянки. За величиною похилу Т.в. поділяють на похилі (похил 0,030-0,100) та круті (0,325-0,466). Перші призначені для залізничного та автомобільного транспорту, другі – для конвеєрів і скіпових підйомників. 
ТРАНШЕЯ РОЗРІЗНА – відкрита гірнича виробка в кар'єрі, призначена для створення первинного фронту робіт і розміщення гірничого і транспортного обладнання. 
На горизонтальній поверхні в профілі має форму трапеції, на узгір'ї вона має неповний профіль, тому наз. напівтраншеєю. Ширина Т.р. по дну встановлюється з урахуванням розміщення трансп. комунікацій і виймально-навантажувального обладнання на горизонті, що розкривається нею. Глибина Т.р. відповідає висоті горизонту, що розкривається, тобто висоті уступу, яка в свою чергу визначається параметрами виймально-навантажувального обладнання і технологією розробки горизонту. Кути укосу встановлюються в залежності від властивостей короткочасної стійкості г.п., що складають горизонт, який розкривається. У м'яких породах вони становлять 60-70о, а в міцних – 70-80о. При розробці родов. з горизонтальним заляганням Т.р. проводять у період будівництва кар'єру. При розробці родов. з похилим заляганням Т.р. проводять на кожному горизонті протягом всього терміну відробки родовища. У м'яких породах проведення Т.р. здійснюється драґлайнами, багатоківшевими роторними і ланцюговими екскаваторами, скреперами і засобами гідромеханізації; в міцних породах – в осн. мехлопатами і драґлайнами, як правило, з попереднім розпушенням масиву буропідривним способом. 